# Sidoharjo (Jati Agung)
Sidoharjo is een bestuurslaag in het regentschap Lampung Selatan van de provincie Lampung, Indonesië. Sidoharjo telt 2.655 inwoners (volkstelling 2010).